# NGC 4562
NGC 4562 ist eine Balken-Spiralgalaxie vom Hubble-Typ SBcd im Sternbild Haar der Berenike. Sie ist schätzungsweise 60 Millionen Lichtjahre von der Milchstraße entfernt und hat einen Durchmesser von etwa 45.000 Lichtjahren. Gemeinsam mit NGC 4494 und NGC 4565 bildet sie die kleine Galaxiengruppe "LGG 294".
Das Objekt wurde im Jahre 1882 von Wilhelm Tempel entdeckt.